# 867-й истребительный авиационный полк
867-й истребительный авиационный полк (867-й иап) — воинская часть Военно-воздушных сил (ВВС) Вооружённых Сил РККА, принимавшая участие в боевых действиях Великой Отечественной войны.

## Наименования полка
За весь период своего существования полк несколько раз менял своё наименование:
- 286-й истребительный авиационный полк второго формирования
- 867-й истребительный авиационный полк
- 107-й гвардейский истребительный авиационный полк
- 107-й гвардейский Одерский истребительный авиационный полк
- 107-й гвардейский Одерский ордена Александра Невского истребительный авиационный полк
- Полевая почта 23308

## Создание полка
02 февраля 1942 года в 16-й запасной истребительный авиационный полк Приволжского военного округа в пос. Баланда Саратовской области с пункта сбора ВВС КА в Бузулуке прибыла команда 42 человека лётно-технического состава во главе с заместителем командира 286-го иап капитаном Козловым В. И. Распоряжением начальника Управления формирования и укомплектования ВВС РККА 24 февраля 1942 года поручено 16-му зиап сформировать и укомплектовать 286-й истребительный авиационный полк (первого формирования). 26 февраля 1942 года полк сформирован как 286-й истребительный авиационный полк второго формирования на основе безномерного иап на самолётах И-15 и команды 286-го иап при 16-м зиап ПриВО на самолётах Як-1.
В июле 1942 года 286-й истребительный авиационный полк (второго формирования) переименован в 867-й истребительный авиационный полк на основании Приказа НКО СССР от 26 июля 1942 года.

## Переформирование полка
867-й истребительный авиационный полк 24 августа 1943 года за образцовое выполнение боевых задач и проявленные при этом мужество и героизм на основании Приказа НКО СССР переименован в 107-й гвардейский истребительный авиационный полк.

## В действующей армии
В составе действующей армии:
- с 28 августа 1942 года по 1 октября 1942 года
- с 14 декабря 1942 года по 28 августа 1943 года

## Командиры полка
- капитан, майор Козлов Василий Иванович[3], 02.02.1942 — 12.1942
- майор, подполковник Индык Семён Леонтьевич[3], 12.1942 — 31.12.1945

## В составе соединений и объединений
| Период        | Фронт (округ)             | армия                      | корпус                                       | дивизия                                             | примечание                              |
| ------------- | ------------------------- | -------------------------- | -------------------------------------------- | --------------------------------------------------- | --------------------------------------- |
| 26.07.1942 г. | Приволжский военный округ | ВВС округа                 |                                              | 16-й запасной истребительный авиационный полк       | Як-1                                    |
| 28.08.1942 г. | Сталинградский фронт      | 8-я воздушная армия        |                                              | 220-я истребительная авиационная дивизия            | Як-1                                    |
| 07.09.1942 г. | Сталинградский фронт      | 16-я воздушная армия       |                                              | 220-я истребительная авиационная дивизия            | Як-1                                    |
| 02.10.1942 г. | Приволжский военный округ | ВВС округа                 |                                              | 16-й запасной истребительный авиационный полк       | г. Аткарск, Як-1, Як-7Б                 |
| 14.12.1942 г. | Резерв ставки ВГК         | авиация резерва ставки ВГК | 3-й смешанный авиационный корпус             | 207-я истребительная авиационная дивизия            | Як-1, Як-7Б                             |
| 25.12.1942 г. | Юго-Западный фронт        | 17-я воздушная армия       | 3-й смешанный авиационный корпус             | 207-я истребительная авиационная дивизия            | переименован в гвардейский, Як-1, Як-7Б |
| 24.08.1943 г. | Юго-Западный фронт        | 17-я воздушная армия       | 1-й гвардейский смешанный авиационный корпус | 11-я гвардейская истребительная авиационная дивизия | Як-1, Як-7Б                             |

## Участие в операциях и битвах
- Сталинградская битва — с 28 августа 1942 года по 2 октября 1942 года
- Среднедонская операция — с 16 декабря 1942 года по 30 декабря 1942 года.
- Ворошиловградская операция — с 29 января 1943 года по 18 февраля 1943 года.
- Курская стратегическая оборонительная операция — с 5 июля 1943 года по 23 июля 1943 года.
- Изюм-Барвенковская наступательная операция — с 17 июля 1943 года по 27 июля 1943 года.
- Белгородско-Харьковская операция — с 3 августа 1943 года по 23 августа 1943 года.
- Донбасская операция — с 13 августа 1943 года по 24 августа 1943 года.

## Отличившиеся воины полка
- Поздняков Константин Фёдорович, лейтенант, старший лётчик 867-го истребительного авиационного полка 207-й истребительной авиационной дивизии 3-го смешанного авиационного корпуса 17-й воздушной армии 24 августа 1943 года удостоен звания Герой Советского Союза. Золотая Звезда № 1090[4]
- Сивцов Николай Степанович, старший лейтенант, заместитель командира эскадрильи 867-го истребительного авиационного полка 207-й истребительной авиационной дивизии 3-го смешанного авиационного корпуса 17-й воздушной армии 8 сентября 1943 года удостоен звания Герой Советского Союза. Золотая Звезда не вручена в связи с гибелью[5]
- Худов Пётр Дмитриевич, младший лейтенант, заместитель командира эскадрильи 867-го истребительного авиационного полка 207-й истребительной авиационной дивизии 3-го смешанного авиационного корпуса 17-й воздушной армии 8 сентября 1943 года удостоен звания Герой Советского Союза. Золотая Звезда № 1748[6]

## Статистика боевых действий
Всего за 1942—1943 годы Великой Отечественной войны полком:
| Выполнено боевых вылетов | Сбито самолётов в воздухе | Уничтожено самолётов всего |
| ------------------------ | ------------------------- | -------------------------- |
| 313                      | 19                        | 19                         |

Свои потери:
| Потеряно самолётов, всего | Погибло лётчиков всего |
| ------------------------- | ---------------------- |
| 25                        | 18                     |

## Самолёты на вооружении
| Период      | Самолёты |
| ----------- | -------- |
| 1942 — 1942 | И-16     |
| 1942 — 1942 | МиГ-3    |
| 1942 — 1943 | ЛаГГ-3   |
| 1942 — 1944 | Як-1     |
| 1943 — 1944 | Як-7Б    |